# 85-й отдельный танковый батальон
85-й отдельный танковый батальон — воинская часть Красной армии ВС СССР, в годы Великой Отечественной войны. Надо иметь в виду, что одноимённый батальон принимал участие в Зимней войне, он не имеет отношения к названному батальону.
Сокращённое наименование — 85-й отб

## История
Батальон сформирован в июле 1941 года при 5-м танковом полку 3-й танковой дивизии и укомплектован танками КВ.
Период вхождения в действующую армию: 4 августа 1941 года по 21 января 1943 года.
Очевидно, принимал участие в боях в ходе контрудара под Старой Руссой, затем до 1942 года занимал позиции у Селигера
В начале января 1942 года был придан 241-й стрелковой дивизии, наступавшей на левом, южном фланге 34-й армии и с 9 января 1942 года и переправившись по льду Селигера, наступал в общем направлении на Ватолино, Монаково, Молвотицы, вёл затяжные бои за Ватолино, затем продвигаясь на север, участвовал в Демянской наступательной операции, и по-видимому после окружения оказался в полосе 11-й армии и был передан ей. В мае 1942 года был закреплён за 182-й стрелковой дивизией. В 1943 году вёл бои на северном фланге рамушевского коридора
21 января 1943 года выведен в резерв без материальной части и 21 марта 1943 года в Горьком и обращён на формирование 34-го отдельного гвардейского танкового полка.

## Подчинение
| Дата            | Фронт (округ)         | Армия      | Корпус | Дивизия | Примечания |
| --------------- | --------------------- | ---------- | ------ | ------- | ---------- |
| 01.09.1941 года | -                     | -          | -      | -       | нет данных |
| 01.10.1941 года | Северо-Западный фронт | 34-я армия | -      | -       | -          |
| 01.11.1941 года | Северо-Западный фронт | 34-я армия | -      | -       | -          |
| 01.12.1941 года | Северо-Западный фронт | 34-я армия | -      | -       | -          |
| 01.01.1942 года | Северо-Западный фронт | 34-я армия | -      | -       | -          |
| 01.02.1942 года | Северо-Западный фронт | 34-я армия | -      | -       | -          |
| 01.03.1942 года | Северо-Западный фронт | 34-я армия | -      | -       | -          |
| 01.04.1942 года | Северо-Западный фронт | 11-я армия | -      | -       | -          |
| 01.05.1942 года | Северо-Западный фронт | 11-я армия | -      | -       | -          |
| 01.06.1942 года | Северо-Западный фронт | 27-я армия | -      | -       | -          |
| 01.07.1942 года | Северо-Западный фронт | 27-я армия | -      | -       | -          |
| 01.08.1942 года | Северо-Западный фронт | 27-я армия | -      | -       | -          |
| 01.09.1942 года | Северо-Западный фронт | 27-я армия | -      | -       | -          |
| 01.10.1942 года | Северо-Западный фронт | 27-я армия | -      | -       | -          |
| 01.11.1942 года | Северо-Западный фронт | 27-я армия | -      | -       | -          |
| 01.12.1942 года | Северо-Западный фронт | 27-я армия | -      | -       | -          |

## Командование батальона

### Командиры батальона
- Шляпников Иван Павлович ( — 1942), капитан
- Чикизов Иван Степанович (03.1942 — ), майор

### Военные комиссары батальона, с 09.10.1942 — заместители командира батальона по политической части
- Романов ( — 1942), старший политрук
- Корольков Иван Фёдорович (03.1942 — 04.1942), батальонный комиссар (умер от ран 23.04.1942)
- Щербак Михаил Фёдорович (04.1942 — ), батальонный комиссар
- Майоров (1942 — ), батальонный комиссар

### Помощник командира батальона по строевой части
- Волобуев Пётр Николаевич (1942), капитан